# 刘雨霖
刘雨霖（1987年—），河南新乡延津人，中国女性电影导演，作家刘震云之女，毕业于纽约大学电影学院研究生院。

## 事业
27岁的她在2014年凭其导演的短片《门神》（Door God）获得第41届学生奥斯卡奖叙事片银奖，《门神》还入围了戛纳电影节、东京电影节、意大利圣兰托电影节等50多个影展，获得了最佳短片、最佳导演、最佳剧本、最佳女演员、最受观众欢迎奖和评委会大奖等10多座国际奖项。
改编自其父同名小说的电影《一句顶一万句》是她执导的首部电影长片，于2016年11月11日上映。
2020年10月任导演和编剧开拍爱奇艺原创电影《风华正茂的我们》。